# Brit Gdanietz
Brit Gdanietz (* 1972 in Berlin) ist eine deutsche Theater- und Filmschauspielerin sowie Sprecherin.

## Leben
Brit Gdanietz wurde 1991 bis 1994 in der Schauspielschule Die Etage in Berlin ausgebildet. Sie wurde danach als Theater-Schauspielerin (ua. beim Schlosspark Theater) und als Fernseh-Schauspielerin tätig. So spielte sie ab 1996 die Tanzlehrerin „Tamara“ in der Serie Alle zusammen – jeder für sich. In der Serie Hinter Gittern – Der Frauenknast spielte sie ab 1997 in drei Folgen „Gudrun Förster“, die Freundin von „Martina Thielmann“. Seit 2017 ist sie hauptsächlich als Sprecherin tätig.

## Filmografie (Auswahl)
- 1996–1997: Alle zusammen – Jeder für sich (Fernsehserie)
- 1997–1998: Hinter Gittern – Der Frauenknast (Fernsehserie, 3 Folgen)
- 2001: Das Verlangen
- 2008: Unschuldig (Fernsehserie, eine Folge)
- 2009: SOKO Wismar (Fernsehserie, eine Folge)